# Bossa Antigua
Albums de Paul Desmond (et Jim Hall)
Easy Living
(1965) From The Hot Afternoon
(1969)
Bossa Antigua est un album de Paul Desmond enregistré en 1964 (et en 1963), avec Jim Hall à la guitare. C'est un album de jazz-bossa nova produit par George Avakian. Les enregistrements ont eu lieu au RCA Victor's Studio A à New York.
Le titre de l'album est une sorte de jeu de mots, en effet Bossa Antigua ("la vieille chose") s'oppose à Bossa Nova ("la nouvelle chose"), l'album de Desmond ayant été enregistré après la période phare du jazz-bossa nova.

## Les musiciens
- Paul Desmond, saxophone alto
- Jim Hall, guitare
- Eugene Wright, basse
- Gene Cherico, basse sur The Night Has a Thousand Eyes (Alternate Take)
- Connie Kay, batterie

## Liste des morceaux
| No | Titre                         | Durée |
| -- | ----------------------------- | ----- |
| 1. | Bossa Antigua                 | 4:30  |
| 2. | The Night Has a Thousand Eyes | 4:41  |
| 3. | O Gato                        | 4:23  |
| 4. | Samba Cantina                 | 5:29  |
| 5. | Curaçao Doloroso              | 4:26  |
| 6. | Ship Without a Sail           | 6:08  |
| 7. | Aliança                       | 4:26  |
| 8. | The Girl from East 9th Street | 5:53  |

En bonus dans certaines éditions : 
| No | Titre                                            | Durée |
| -- | ------------------------------------------------ | ----- |
| 1. | The Night Has a Thousand Eyes ((Alternate Take)) |       |
| 2. | Samba Cepeda                                     |       |
| 3. | O Gato ((Alternate Take))                        |       |